# キム・ドンファン
キム･ドンファン (Kim Dong Hwan) は、SNKの対戦型格闘ゲーム『餓狼 MARK OF THE WOLVES』などに登場する架空の人物。

## キャラクター設定
キム・カッファンの長男にして、キム・ジェイフンの兄。カッファンのデビュー作の『餓狼伝説2』から既にその存在の設定はあり、『餓狼伝説スペシャル』ではカッファンのホームステージとエンディングにジェイフンと母・ミョンサクとともに登場し、『リアルバウト餓狼伝説』などではカッファンが悪人と対峙する際や負けた際にジェイフンと一緒に登場する。
『餓狼 MARK OF THE WOLVES』（以下『餓狼MOW』と表記）で操作キャラクターになるが、黒い道着を着用して、髪型が角刈りっぽくなるなど風貌がカッファンとかなり差別化されている。『餓狼MOW』では父・カッファンや弟・ジェイフンとは違って軽薄な面が強調されているが、実は人一倍優しく、密かに父を尊敬していたり、弟を助けるために大会に参戦するなど、非常に家族想いな面もある。女性にもてる上に練習をサボってナンパすることが多いため、いつも父に捕まっては怒られ、弟からは呆れられる日々を繰り返している。しかし技を自分流にアレンジしたりするなど格闘センスがあり、陰で修行に励んでいることから実力も高い。格闘家としては天才テコンダーで、『餓狼MOW』での服装は上下とも黒地に赤い縁取りのテコンドーの胴着。
『餓狼伝説 City of the Wolves』（以下『餓狼CotW』と表記）では前KOF後鼻高々の悠々自適な生活をしていたが父カッファンからその鼻をへし折られる事となった。「自身のテコンドーは父を超える」と信じるドンファンは父を超える為密かに特訓を始める。服装は上半身がバスケットボール選手の様なものになっている。
『ザ・キング・オブ・ファイターズ』（以下『KOF』と表記）では、『KOF'94』の韓国チームのバックストーリーでチャン・コーハンの脱獄をテレビ番組で知り、父カッファンに教えている。『KOF2000』ではチャンのアナザーストライカーとして登場する。
『MOW』での特殊挑発や『KOF2000』でのストライカー動作などで見られる踊りには「ポンペ踊り」という名前が付けられている。
『MOW』において超必殺技や潜在能力でフィニッシュを決めると、余裕を見せるドンファンの背後にカッファンが登場して隙を見せたことを叱責する演出がある。

## 技の解説

### 投げ技
体落とし
相手の襟元を掴んで、後方の地面に叩き付ける。カッファンの同名の技とほぼ同じ。
体捻り（たいひねり）
空中投げ。空中の相手の首を両足で挟んで体を捻り、そのまま垂直に地面へ相手を顔面から叩き落とすと同時に電気を流す。

### 特殊技
スーパージャンプ
通常のジャンプより高く飛ぶ大ジャンプ。成功すると残影のエフェクトが現れる。入力の際にはレバーニュートラルを通す。
入力コマンドは『KOF』シリーズと同様（ただしジャンプするまでの一瞬にレバーをニュートラルにする必要がある）。
三角跳び
壁際でジャンプ中に壁を蹴って、更に高く飛ぶ。
「スーパージャンプ」よりは高い位置に飛ぶが、壁を蹴り終えるまでのモーションが少し長い。なお、「スーパージャンプ」中に行うとより速い動作になる。
後ろ蹴り
相手の後ろ側（後頭部付近）を蹴る技。めくり専用の攻撃だが、『KOF』シリーズの八神庵の「外式・百合折り」などとは異なり、当たり方によっては喰らった相手との間合いが離れるため、連続技を狙いにくい。後述する「飛翔脚」や「スーパードンファン脚」でキャンセルすることも可能だが、対戦相手の居る位置とは逆の方向に飛んでいってしまう。

### 必殺技
雷鳴斬
カッファンの「半月斬」をアレンジしたもの。前宙しながら前方へ飛びかかり、雷を纏った踵落としを繰り出す。技後の硬直時間は長く、発生の早い技を出されるとヒットさせても反撃を受ける。
空砂塵
出だしに無敵時間あり。カッファンのものとは違い、上昇しながら行う回し蹴りの回転速度がかなり速くなっている。強は相手を蹴り上げたのち、フィニッシュにオーバーヘッドキックで地面に叩き付ける。ブレーキング対応技。
飛翔脚
カッファンやジェイフンのように踏み付けながら降下するのではなく、左右の足を交互に蹴り伸ばしながら降下する。技の発生が早く奇襲には最適だが、当たり方によっては技後は隙が生じる。
紫電脚
足で地面を思いきり蹴ると同時に電気を流す。弱は相手を少しの間硬直させ、強は相手を浮かしつつ食らい判定を残すため、追撃ができる。
『KOF2000』でチャン・コーハンのアナザーストライカーとして登場する際にはこの技で攻撃する。食らった相手は高く浮き、追撃することが可能。
足ビンタ
上・中・下段と無数の蹴りを放ちながら少しずつ前に進み、最後は中段の回し蹴りを放つ。蹴りのリーチは短いが、全段ヒット時の威力の高さは単体の必殺技としてはかなりのものである。

### T.O.P.アタック
回転ドンファン
足側を前にして、横回転しながら低空を突進する。T.O.Pアタックにもかかわらず、ほかのキャラクターに比べてガードクラッシュ値がかなり低い。

### 超必殺技（潜在能力）
スーパードンファン脚
「飛翔脚」と「空砂塵」を組み合わせた超必殺技および潜在能力。「飛翔脚」が当たらないと「空砂塵」に移行しない。
超必殺技版は雷は纏っておらず、弱の「空砂塵」を使用する。潜在能力版は雷を纏っており、強の「空砂塵」を使用し、フィニッシュが「雷鳴斬」のような踵落としになっている。
雷鳴弾
「雷鳴斬」の強化版である超必殺技および潜在能力。速くて強烈な「雷鳴斬」を連続で繰り出す。
超必殺技版が1発で、潜在能力版が2発連続になっている。また潜在能力版はボタン押しっぱなしで溜めることができ、その時間に応じて攻撃回数が最大4発に増える。4発全てをガードさせると相手をガードクラッシュに陥らせることもできる。
オレ様鳳凰脚
潜在能力専用の突進系乱舞技。全体の流れや大まかな点はカッファンやジェイフンの「鳳凰脚」と変わらない。内容の一部に「足ビンタ」が混じっており、フィニッシュは雷を纏った「飛燕斬」を叩き込む。潜在能力だけに威力はドンファンの技の中で最も高い。
突進しているまでの間のモーションは、頭を両手で抱えて高らかに笑い、両手を腰に据えて高速で突進、食らった相手に連続攻撃を浴びせる。ジェイフンは「鳳凰脚」を会得したとキャラクター紹介で解説されているが、ドンファンにはその記述がなく、しかも『MOW』稼動当初のこの技はインストラクションカードに載っていない隠し技扱いであるため、正式に「鳳凰脚」を会得したのかどうかは不明。

## 担当声優
- 橋本潤（『餓狼 MARK OF THE WOLVES』、『KOF2000』）
- 藤野かほる（アニメ映画『餓狼伝説 -THE MOTION PICTURE-』）
- 竹内栄治（『餓狼伝説 City of the Wolves』）

## 関連人物
- キム・カッファン - 父、苦手意識を持つが尊敬している
- キム・ジェイフン - 弟
- ロック・ハワード - 旧友